# Zúčtování (film, 1984)
Zúčtování (v originále L'Addition) je francouzský hraný film z roku 1984, který režíroval Denis Amar podle vlastního scénáře.

## Děj
Herec Bruno Winckler brání mladou dívku Patty obviněnou z krádeže, za což se sám ocitne ve vězení. Protože se pokusil o útěk, je odsouzen je odsouzen soudem do vězení. Po uvěznění se musí herec vyrovnávat se šikanou ze strany jednoho z dozorců, sociopata frustrovaného životem.

## Obsazení
| Richard Berry     | Bruno Winckler        |
| Richard Bohringer | Albert Lorca          |
| Victoria Abrilová | Patty                 |
| Farid Chopel      | José                  |
| Daniel Sarky      | Constantini           |
| Fabrice Eberhard  | Minet                 |
| Francis Arnaud    | komplic Constantiniho |
| Jacques Sereys    | ředitel věznice       |
| Vincent Lindon    | vězeň                 |
| Isaach de Bankolé | Bill                  |
| Luc Florian       | hlídač v supermarketu |
| Alain Frérot      | strážce               |
| Riton Liebman     | Jeannot               |
| Charlie Nelson    | vězeň                 |
| Jacques Nolot     | vězeň                 |
| Simon Reggiani    | Lenuzza               |
| Patrick Poivey    | strážce               |

## Ocenění
- Hlavní cena na festivalu detektivních filmů Cognac
- César: nejlepší herec ve vedlejší roli (Richard Bohringer) a nominace v kategorii nejlepší herečka ve vedlejší roli (Victoria Abrilová)